# The God Who Wasn’t There
The God Who Wasn’t There (englisch für Der Gott, den es nicht gab) ist ein US-amerikanischer Dokumentarfilm von Brian Flemming aus dem Jahre 2005. Der Film stellt die Geschichtlichkeit Jesu von Nazaret in Frage, vertritt eine Jesus-Mythos-Theorie, übt Kritik am christlichen Fundamentalismus und an zentralen Glaubensinhalten des Christentums.

## Inhalt

### Einleitung
Der Film beginnt mit dem Hinweis, dass Christen früher dachten, die Sonne drehe sich um die Erde, eine Vorstellung, die erst seit relativ kurzer Zeit nicht mehr herrschende Meinung ist. Interviews mit freundlichen und positiven Christen werden andere Christen gegenübergestellt: Dena Schlosser, eine Mörderin, die glaubte, Gott würde von ihr verlangen, ihrem Baby die Arme abzuhacken, was diese auch tat, der Mörder Charles Manson, der Hassprediger Pat Robertson, Tim LaHaye und Jerry B. Jenkins, Autoren der Left-Behind-Serie und die Opfer der Branch-Davidians-Tragödie von Waco.

### Hypothese des Jesus-Mythos
Der Schwerpunkt des Films konzentriert sich auf die Frage, ob Jesus von Nazareth wirklich gelebt hat. Flemming und seine Interviewpartner bringen etliche Argumente, die dagegen sprechen, unter anderem:
- Die Geschichte des Christentums, vor allem die Lehre der Ur-Christen, spricht dafür, dass Jesus ein mythischer Charakter gewesen sei; historische Details seien später aufgenommen worden.
- Markus habe die Geschichten vom Leben Jesu nachweislich erst rund 40 Jahre nach Jesu Tod aufgeschrieben und alle nachfolgenden Evangelisten haben sich auf Markus bezogen.
- Die Paulusbriefe, die vor den Evangelien geschrieben wurden, zeigen Paulus als jemanden, der Jesus nur im Rahmen einer Vision getroffen hat. Paulus erwähnt nur die Kreuzigung, die Auferstehung Jesu. Paulus erwähnt Bethlehem, Maria, Josef, Johannes den Täufer, Pontius Pilatus oder den Einzug in Jerusalem mit keinem Wort.
- Die Geschichte über Tod – Auferstehung – Himmelfahrt hat das Christentum mit früheren Mythologien und Religionen gemeinsam. Als Beispiele werden genannt: Baal, Osiris, Attis, Adonis und Tammuz. Bereits Justinus der Märtyrer hatte auf die Ähnlichkeit des Dionysos-Mythos mit der Geschichte Jesu hingewiesen. Jedoch sei Satan daran schuld gewesen. Den anderen mythischen Gestalten sei gemeinsam: Mischung aus Gott und Mensch, Vater ist Gott, Mutter war Jungfrau, getötet und wieder auferstanden.
- Christen hätten sich bei den Geschichten bei anderen Mythen bedient. Die Geschichte vom Kindermord in Betlehem sei einer nahezu identischen Geschichte aus dem Exodus entlehnt.

### Weitere Kritik am Christentum
Neben der Verteidigung der Jesus-Mythos-Hypothese kritisiert der Film einige andere Aspekte des Christentums:
- Flemming argumentiert, dass das moderate Christentum noch sinnloser als eine fundamentalistische Auslegung der christlichen Lehre sei. Er zitiert Bibelstellen, die es einem Christen eigentlich unmöglich machen würde, Nichtchristen gegenüber tolerant zu sein. Er zitiert die Bibelstelle Lukas 19,27 LUT (Doch diese meine Feinde, die nicht wollten, dass ich ihr König werde, bringt her und macht sie vor mir nieder. ).
- Flemming sieht Gottes Forderung, dass die Menschen an ihn glauben oder verdammt sein sollen, als wesentliche Grundlage von Gedankenkontrolle. Er weist auf Markus 3,29 LUT (... wer aber den Heiligen Geist lästert, der hat keine Vergebung in Ewigkeit, sondern ist ewiger Sünde schuldig) und die Sünde wider den Heiligen Geist hin. Jesus könne Mord, Diebstahl und andere Sünden vergeben, aber niemals die Sünde des Unglaubens.
- Weil Jesus die innersten Gedanken der Menschen kenne, sei es für den Christen besonders problematisch über Dinge nachzudenken, die Zweifel verursachen könnten. Aus diesem Grunde sei Denken etwas, was der fundamentalistische Christ vermeiden müsse.
- Flemming behauptet, dass Christen nicht nur in der Vergangenheit von Blutopfern besessen gewesen seien. Er veranschaulicht diese Sicht mit dem Hinweis auf den immensen Erfolg des Films Die Passion Christi (2004) von Mel Gibson – eine einzige Gewaltorgie.
- Die Filmemacher nehmen Bezug auf Umfrageergebnisse, die zeigen, dass 44 % der Amerikaner glauben (mit unterschiedlicher Intensität), dass Jesus in ihrem Leben auf die Erde zurückkommen werde. Diese Art des Denkens sei für eine vernünftige langfristige Regierungspolitik der USA nicht förderlich.

## Weiteres
Der Film zeigt und zitiert Aussprüche und Forderungen amerikanischer christlicher Fundamentalisten:
- Pat Robertson, der dazu aufforderte das US-Außenministerium in die Luft zu sprengen;
- James Robison, der gegen Liberale, Kommunisten und Homosexuelle hetzte;
- Dean Wycoff von der Moral Majority Bewegung, der forderte, Homosexuelle hinzurichten;
- Railey Smith, der behauptete, Gott würde Gebete von Juden nicht hören.
- Jerry Falwell

## Interviews und Kommentare
Folgende Personen kommen unter anderem in dem Film zu Wort:
- Scott Butcher, fundamentalistischer Christ und Gründer der Website Rapture Letters.com.
- Richard Carrier, Philosoph und Historiker, der an der Columbia University, New York City, studierte.
- Alan Dundes, verstorbener Anthropologe und Volkskundler, Professor an der University of California, Berkeley.
- Sam Harris, Forscher der Neurobiologie und Autor mehrerer Bestseller, prominenter Vertreter des Atheismus.
- Barbara Mikkelson und David P. Mikkelson, Gründer von Snopes.com.
- Robert M. Price, Professor für Bibelkritik am Center for Inquiry Institute des Council for Secular Humanism
- Ronald Sipus, Principal der Village Christian School, auf die Brian Flemming als Kind ging. Sipus beendete das Interview aufgebracht, als Flemming begann, die Erziehungspolitik der Schule zu hinterfragen.

Auf der DVD sind Interviews mit folgenden Personen enthalten:
- Richard Dawkins, britischer Evolutionsbiologe und Bestsellerautor
- Earl Doherty, Autor des Buches The Jesus Puzzle.
- The Raving Atheist, ehemaliger atheistischer Blogger, der zum Christentum konvertiert ist[2]

Die für den Film interviewten Christen waren Teilnehmer des Billy Graham Crusades im Rose Bowl Stadium in Pasadena, Kalifornien, am 18. November 2004.

## Blasphemy Challenge
Im Dezember 2006 kündigte die atheistische Organisation Rational Response Squad an, kostenlos DVDs von The God Who Wasn’t There an Teilnehmer der Blasphemy Challenge zu verteilen.

## Kritik
Der Kommentar in der New York Times erwähnt, dass der Film an den Fundamenten des Christentums ansetze, wie noch kein Film davor.